# Denain

Denain este un oraș în Franța, în departamentul Nord, în regiunea Nord-Pas de Calais. 
1. ↑  Q72915986
2. ↑  répertoire géographique des communes, accesat în 26 octombrie 2015
3. ↑  dataset of postal codes in France, 1 octombrie 2018